# Áustria na Universíada de Verão de 2021
A Áustria participou da Universíada de Verão de 2021, que aconteceu em Chengdu, na China, entre 28 de julho e 8 de agosto de 2023.
Foram 35 atletas — 20 masculinos e 15 femininos — em oito modalidades olímpicas e uma não olímpica — o wushu.

## Competidores
Estas foram as modalidades e atletas que disputaram a edição:
| Esporte             | Masculino | Feminino | Total |
| ------------------- | --------- | -------- | ----- |
| Atletismo           | 4         | 3        | 7     |
| Esgrima             | 4         | 2        | 6     |
| Ginástica artística | 5         | 1        | 6     |
| Judo                | 0         | 2        | 2     |
| Remo                | 4         | 1        | 5     |
| Taekwondo           | 0         | 1        | 1     |
| Tiro com arco       | 1         | 1        | 2     |
| Wushu               | 0         | 1        | 1     |
| Natação             | 2         | 3        | 5     |
| Total               | 20        | 15       | 35    |

## Medalhas

### Medalhistas
Estas foram as medalhistas desta edição:
| Medalha | Esporte   | Atleta            | Prova               |
| ------- | --------- | ----------------- | ------------------- |
| Ouro    | Atletismo | Isabel Posch      | Feminino – Heptatlo |
| Bronze  | Atletismo | Magdalena Lindner | Feminino – 100m     |

### Por modalidade
Estas foram as medalhas por modalidade nesta edição:
| Esporte   | Medalha de ouro | Medalha de prata | Medalha de bronze | Total de medalhas |
| --------- | --------------- | ---------------- | ----------------- | ----------------- |
| Atletismo | 1               | 0                | 1                 | 2                 |
| Total     | 1               | 0                | 1                 | 2                 |